# Pseudomys shortridgei
Pseudomys shortridgei — вид мишей із підродини Murinae, поширених в Австралії.

## Морфологічні характеристики
Дрібний гризун з довжиною голови й тулуба від 95 до 120 мм, довжиною хвоста від 85 до 100 мм, довжиною лапи від 25 до 27 мм, довжиною вух від 14 до 16 мм і вага до 90 грамів. Хутро щільне. Верхні частини буруваті, густо вкриті довгими чорнуватими волосками. Тіло кремезне, морда коротка і широка. Вуха пропорційно короткі та круглі. Черевні частини жовто-коричневі, з основою волосків сірою. Хвіст коротший за голову й тулуб, густо вкритий довгими волосками, зверху темний, знизу білий.

## Поведінка
Це частково денний вид. Він ховається в гніздах на землі або в норах і норах у землі. Харчується насінням і квітами, якщо вони доступні, в іншому випадку – стеблами трав і грибами.